# 天国の裏町
『天国の裏町』（てんごくのうらまち）は1931年に日本で制作されたサイレント映画。東活映画社製作。

## スタッフ
- 監督 : 大江秀夫
- 脚本 : 桜庭青蘭
- 原作 : 淹山伸
- 撮影 : 柾木四平

## キャスト
- 小島一代
- 小川国松
- 川島奈美子